# بهيرافا
بهيرافا (بالإنجليزية: Bhairava)‏، و(بالسنسكريتية: भैरव)‏ "المُرعِب"، هو إله شيفي وفاجراياني يعبده الهندوس والبوذيون. في الشيفاوية، هو مظهر قوي، أو صورة رمزية، لشيفا المرتبط بالإفناء. في الطريقة الشيفية الكشميرية، يُمثل الواقع المتعالي، المرادف لبارا براهمان. بشكل عام في الهندوسية، يُطلق علىيه أيضًا اسم دانداباني (الذي يحمل داندا في يده)، حيث يحمل قضيبًا أو داندا لمعاقبة المذنبين، وسفاشفا، ما يعني "مَن هو مركبته كلب".
يُعبد في جميع أنحاء الهند ونيبال وإندونيسيا وسريلانكا واليابان وكذلك في البوذية التبتية.